# Rhodesiella rugosa
Rhodesiella rugosa är en tvåvingeart som först beskrevs av Lamb 1912.  Rhodesiella rugosa ingår i släktet Rhodesiella och familjen fritflugor. Inga underarter finns listade i Catalogue of Life.